# Klamy
Klamy (prononciation : [ˈklamɨ]) est un village polonais de la gmina de Wyśmierzyce dans le powiat de Białobrzegi de la voïvodie de Mazovie dans le centre-est de la Pologne.
Il se situe à environ 8 kilomètres au nord-est de Wyśmierzyce (siège de la gmina), 3 kilomètres à l'ouest de Białobrzegi (siège du powiat) et à 64 kilomètres au sud de Varsovie (capitale de la Pologne).

## Histoire
De 1975 à 1998, le village appartenait administrativement à la voïvodie de Radom.